# 145街車站 (IRT萊諾克斯大道線)
145街車站（英語：145th Street station）是美國紐約地鐵IRT萊諾克斯大道線的地鐵站，位於曼哈頓哈萊姆區145街及萊諾克斯大道交界，設有3號線（任何時候停站）列車服務。

## 車站結構
| G        | 街道                               | 出入口                                  |
| P 月台層 | 側式月台，右側開門，只有前五節開門 | 側式月台，右側開門，只有前五節開門      |
| P 月台層 | 北行                               | 往哈萊姆-148街（只限落客）（總站）      |
| P 月台層 | 南行                               | 往新地段大道（深夜時往42街）（135街） → |
| P 月台層 | 側式月台，右側開門，只有前五節開門 |                                         |

設站設有兩個較短的側式月台和兩條軌道，月台有效長度為約6節（但只有前5節開門，因為每列R62型列車在行駛3號線列車時必須同時開門）。曾經一度只有4節開門，直至2002年3號線列車運動每列9節的R62A型列車。
與其他原初IRT地鐵車站相同，起初設計只停靠比現時地鐵8至10節列車為短的列車。最終，其餘車站皆被延長月台或直接關閉，145街車站與南碼頭迴圈車站成為唯二仍不能停靠10節列車的原初IRT車站。車站北面是一個剪式橫渡線，以便在3號線北端總站哈萊姆-148街車站靠站。車站南面是與IRT白原路線連接的142街交匯處。車站不延長的主因是因為兩個方向都距離轉轍器太近，雖然將轉轍器北移並不昂貴。

## 外部連結
- nycsubway.org—IRT White Plains Road Line: 145th Street
- Station Reporter — 3 Train
- The Subway Nut — 145th Street Pictures（页面存档备份，存于）
- 145th Street entrance from Google Maps Street View（页面存档备份，存于）
- Platforms from Google Maps Street View（页面存档备份，存于）